# Supercoppa bulgara 2024 (pallavolo maschile)
La Supercoppa bulgara 2024, 9ª edizione della Supercoppa nazionale maschile di pallavolo, si è svolta dal 12 al 13 ottobre 2024: al torneo hanno partecipato quattro squadre di club bulgare e la vittoria finale è andata per la seconda volta consecutiva al Levski Sofia.

## Formula
La formula ha previsto semifinali e finale.

## Squadre partecipanti
| Squadra      | Qualificazione                       |
| ------------ | ------------------------------------ |
| CSKA Sofia   | 2ª in Superliga 2023-24              |
| Deja         | Vincitrice Coppa di Bulgaria 2023-24 |
| Levski Sofia | Vincitrice Superliga 2023-24         |
| Neftohimik   | 4ª in Superliga 2023-24              |

## Torneo
|  | Semifinali   | Semifinali |      |              | Finale | Finale |  |
|  |              |            |      |              |        |        |  |
|  | Levski Sofia | 3          |      |              |        |        |  |
|  | Levski Sofia | 3          |      |              |        |        |  |
|  | CSKA Sofia   | 0          |      |              |        |        |  |
|  | CSKA Sofia   | 0          |      | Levski Sofia | 3      |        |  |
|  |              |            |      | Levski Sofia | 3      |        |  |
|  |              |            | Deja | 2            |        |        |  |
|  | Deja         | 3          | Deja | 2            |        |        |  |
|  | Deja         | 3          |      |              |        |        |  |
|  | Neftohimik   | 0          |      |              |        |        |  |

### Semifinali
| 12 ottobre 2024 Sportna zala Levski Sofia, Sofia Durata: 1h:19 - Spettatori: 850 | Levski Sofia | 3 - 0 | CSKA Sofia | 29-27, 25-20, 25-23 |
| 12 ottobre 2024 Sportna zala Levski Sofia, Sofia Durata: 1h:29 - Spettatori: 230 | Deja         | 3 - 0 | Neftohimik | 25-21, 25-16, 28-26 |

### Finale
| 13 ottobre 2024 Sportna zala Levski Sofia, Sofia Durata: 2h:16 - Spettatori: 1 000 | Levski Sofia | 3 - 2 | Deja | 25-21, 25-16, 23-25, 31-33, 16-14 |